# Strovolos

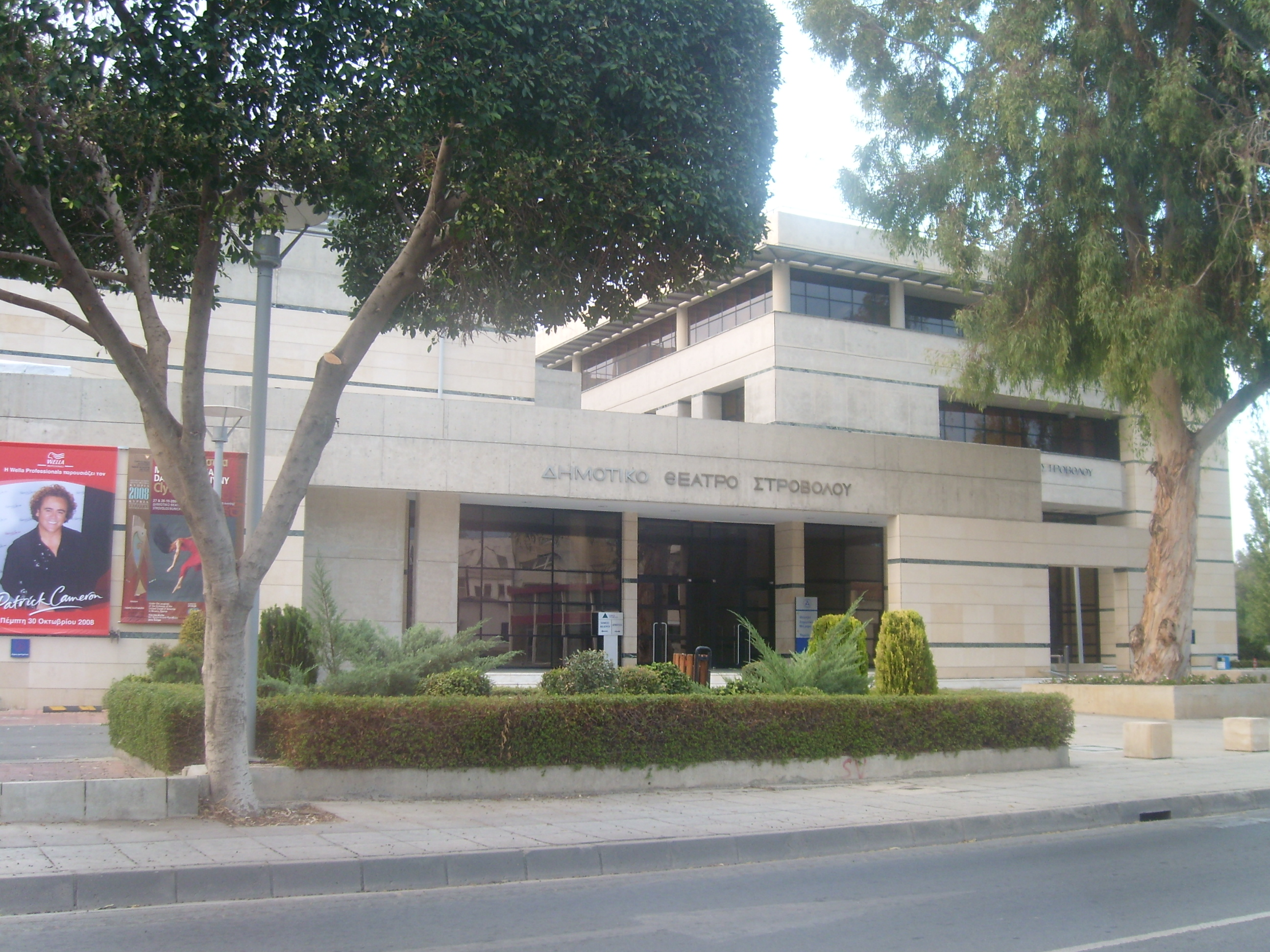
Het gemeentetheater

Strovolos (Grieks: Στρόβολος) is een gemeente op het Griekse gedeelte van het eiland Cyprus. De gemeente maakt deel uit van Nicosia. Met 70.000 inwoners is het de op een na grootste gemeente van Cyprus. Alleen Limasol is groter. Tevens is het de grootste gemeente van Nicosia. 

## Geschiedenis
Referenties naar Strovolos of Strovilos dateren terug tot de middeleeuwen, afkomstig uit bronnen van de Leontios Makhairas en Florius Boustronius. Volgens deze bronnen was Strovolos een koninklijk veld ten tijde van de Frankische overheersing. De naam Strovolos komt waarschijnlijk van het Griekse woord "strovilos", wat wervelwind betekent.
Een belangrijk figuur in de geschiedenis van Strovolos was de nationale martelaar Kyprianos, die voor de Griekse Revolutie in 1821 al sterk bijdroeg aan  het behoud van de Griekse cultuur en het Christelijk geloof. Hij werd op 9 juli 1821 samen met andere hogepriesters opgehangen door de Turken. 
Strovolos groeide sterk tot zijn huidige vorm door de Turkse invasie van Cyprus in 1974. De Turken veroverden toen 38% van het eiland, waarna veel vluchtelingen hun toevlucht zochten in Strovolos. In 1986 werd Strovolos officieel een gemeente van Cyprus.
Strovolos is nu een stad met een oppervlakte van 25 vierkante kilometer, verdeeld in zes parochiën: Chryseleousa, Ayios Demetrios, Apostel Barnabas en Ayia Marina, Ayios Vasilios, National Martyr Kyprianos en Stavros.

## Bestuur
De gemeenteraad van Strovolos telt 27 leden: de burgemeester en 26 wethouders. Savvas Eliofotou is de huidige burgemeester.

## Cultuur
Sinds de oprichting heeft Strovolos veel waarde gehecht aan cultuur. De gemeente heeft een eigen bibliotheek en geografisch museum. Daarnaast kent de gemeente een koor van 60 zangers.